# 吉川祐二
吉川 祐二（よしかわ ゆうじ、1956年6月13日 - ）は、日本の元警察官。元警視庁刑事。埼玉県出身。薬物担当刑事。少年担当刑事。防犯コンサルタント。コメンテーター。所属　ノースプロダクション。
- 得意分野：警察に関わる全ての中でも特に薬物犯罪、少年犯罪
- 無線警ら車乗務 （警察車両を運転できる免許（通称青免）を取得し、より技術を向上させるためにパトカー乗務員講習も受講）
- 留置場勤務
- 選挙違反取締本部に従事
- 特別捜査本部に従事
- 交通警察に従事 （反則金を納めない違反者に対する逮捕状の請求から逮捕までも行った）
- 特別機動隊（特機・トッキ）隊員として、国会周辺の警備・サミット警備などに従事
- 公安部特別捜査本部に従事
- 東京入国管理局と合同で外国人街娼の一斉検挙に従事

## 経歴
警察（警視庁）に在職中は多くの職務を経験しており、その中でも薬物捜査と少年犯罪は専務員（刑事）として従事していた。
退職後は興信所を設立し"弱者救済"をモットーに在職時には出来なかった民事に関する相談を受けている。
現在は、経歴を生かして主に報道番組・情報番組ではコメンテーター、ドラマ・映画では警察監修として活動している。
埼玉県和光市出身。城北中学校・高等学校卒業後、法政大学に進学するが1年時に中途退学し警視庁に入る。警察官を志したころから少年係を希望し、入庁後、警ら課・留置係を経て念願の少年係（事件担当）へ進んだ。その間、中央大学法学部への委託生に選抜され、警視庁委託生として同大学に進んだ。大学はいずれも卒業していない。その後、巡査部長に昇任し新宿警察署に昇任配置され、2か月の地域係の後、上司の推薦を受け少年係に抜擢され、少年犯罪、特に福祉犯罪の捜査にあたった。当時、薬物捜査に関しては取扱件数が日本一と言われていた保安第二係（銃器・薬物担当）に課内異動、主任刑事として、覚せい剤・大麻・コカインなどの薬物捜査に従事し、外国人による大量薬物の密輸犯罪などの検挙に貢献した。退職時巡査部長から警部補に。警察庁長官表彰（団体）、警視総監賞（個人）などの表彰多数。
警察官の表芸と言われる剣道は小学一年生から始め、法政大学1年時に関東二部学生選手権で個人優勝を果たしている。警察に在職中は常に署の代表選手として出場、全勝優勝して警視総監賞を2度受賞している。剣道の段位は全日本剣道連盟5段、警察在職中は警視庁6段を取得し、警察において指導補助者として管内の少年に教えていた。

## 受賞歴
警視総監賞：25件、各部長賞：多数、警察庁長官賞(団体)、など

## 出演

### テレビ
- 日本テレビ
  - 「ザ!世界仰天ニュース」(未解決事件スペシャル）
  - 「スッキリ!!」
  - 「出川哲朗のアイ・アム・スタディー」
  - 「月曜から夜ふかし」
  - 「ダウンタウンvsZ世代」第三弾
- 読売テレビ
  - 「情報ライブ ミヤネ屋」
  - 「ウェークアップ!ぷらす」
  - 「特盛!よしもと 今田・八光のおしゃべりジャングル」
  - 「朝生ワイド す・またん!」
- 札幌テレビ放送
  - 「どさんこワイド179」
- 広島テレビ放送
  - 「テレビ派」
- テレビ信州
  - 「ゆうがたGet!」
- テレビ朝日
  - 「ワイド!スクランブル」
  - 「サンデー!スクランブル」
  - 「週刊ニュースリーダー」
  - 「モーニングバード」
  - 「グッド!モーニング」
  - 「羽鳥慎一モーニングショー」
  - 「報道ステーション SUNDAY」
  - 「ハナタカ!優越館」
  - 「ビートたけしのTVタックル」
  - 「スーパーJチャンネル」
  - 「報道ステーション」
  - 「サタデーステーション」
  - 「橋下×羽鳥の番組」
  - 「サンデーLIVE!!」
  - 「EXD44」
  - 「サンデーステーション」
  - 「中居正広のキャスターな会」
- 朝日放送
  - 「教えて！ニュースライブ 正義のミカタ」
  - 「雨上がりの「Aさんの話」〜事情通に聞きました!〜」
  - 「news おかえり」
- BS朝日
  - 「日曜スクープ」
- AbemaTV
  - 「みのもんたのよるバズ!」
  - 「AbemaPrime」
  - 「ABEMA的ニュースショー」
- TBSテレビ
  - 「水トク! 実録アナタはこうしてダマされる!最凶サギの手口ワースト10 パート2 / パート3」
  - 「いっぷく!」
  - 「ひるおび!」
  - 「あさチャン!」
  - 「あさチャン!サタデー」
  - 「新・情報7daysニュースキャスター」
  - 「Nスタ」
  - 「白熱ライブ ビビット」
  - 「アッコにおまかせ!」
  - 「NEWS23」
  - 「はやドキ!」
  - 「グッとラック!」
  - 「THE TIME,」
- 毎日放送
  - 「ちちんぷいぷい」
  - 「せやねん!」
  - 「VOICE (ニュース番組)」
  - 「痛快!明石家電視台」
  - 「林先生が驚く初耳学!」
  - 「ミント!」
  - 「よんチャンTV」
- CBCテレビ
  - 「ゴゴスマ -GO GO!Smile!-」
  - 「チャント!」
- RCC中国放送
  - 「RCCニュース6」
- SBSテレビ(静岡放送)
  - 「イブアイしずおか」
- 北海道放送
  - 「今日ドキッ!」
- フジテレビ
  - 「人生の正解TV〜これがテッパン!〜」
  - 「ノンストップ!」
  - 「情報プレゼンター とくダネ!」
  - 「新報道2001」
  - 「直撃LIVE グッディ!」
  - 「バイキング」
  - 「めざましどようび」
  - 「めざましテレビ」
  - 「さまぁ〜ずの神ギ問」
  - 「プライムニュース イブニング」
  - 「報道プライムサンデー」
  - 「Mr.サンデー」
  - 「みんなのニュース」
  - 「ユアタイム」
  - 「Live News it!」
  - 「バイキング MORE」
  - 「めざまし8」
  - 「世界の何だコレ!?ミステリー」
- 関西テレビ
  - 「ゆうがたLIVE ワンダー」
  - 「みんなのニュース ワンダー」
  - 「報道ランナー」
- 東海テレビ
  - 「ニュースOne」
- BSフジ
  - 「もしもで考える…なるほど！なっとく塾」
- テレビ東京
  - 「解禁!暴露ナイト」
  - 「〜裏ネタワイド〜 DEEPナイト」
  - 「ソレダメ!〜あなたの常識は非常識!?〜」
  - 「所さんの学校では教えてくれないそこんトコロ!」
- TOKYO MX
  - 「バラいろダンディ」(業界裏マニュアル〜お客様は神様か？！〜“探偵”)
  - 「TOKYO MX NEWS」
  - 「news TOKYO FLAG」
  - 「5時に夢中!」
- テレビ埼玉
  - 「NEWS930 plus」
- BS11
  - 「歴史科学捜査班」
- BSスカパー!
  - 「モノクラ〜ベ」シーズン9 #6
- DHCシアター
  - 「ニュース女子」
- ニコニコ生放送
  - 「Netflixオリジナルドラマ『ナルコス』第1話上映会」

### ラジオ
- TBSラジオ
  - 「荒川強啓 デイ・キャッチ!」
  - 「安住紳一郎の日曜天国」
  - 「鈴木聖奈 LIFE LAB〜○○のおじ様たち〜」
- 文化放送
  - 「斉藤一美 ニュースワイドSAKIDORI!」
- MBSラジオ
  - 「ばんぱく宣言 われら21世紀少年団」
- TOKYO FM
  - 「高橋みなみの これから、何する?」
- J-WAVE
  - 「Jam the WORLD」

#### 新聞・雑誌など
- 「別冊宝島2268 警察組織24時」(インタビュー)
- 「毎日新聞」川崎市中1男子生徒殺害事件 救えなかった命 私はこう見る (インタビュー)
- 「週刊SPA!」(扶桑社)
- 「毎日新聞」
- 「スポーツニッポン」
- 「日刊ゲンダイ」
- 「産経新聞」
- 「産経デジタル (iRONNA)」
- 「サンケイスポーツ」
- 「朝日新聞」
- 「女性セブン」(小学館)
- 「東京新聞」
- 「共同通信社」
- 「週刊現代」(講談社)
- 「週刊プレイボーイ」(集英社)
- 「フライデー」(講談社)
- 「ヤングアニマル」2018-No.19 "ただ離婚してないだけ" (巻末の解説)
- 漫画「ただ離婚してないだけ」第3巻 (巻末の解説) (白泉社)
- 漫画「戦略結婚 〜華麗なるクズな人々〜」第1巻 (巻末の解説) (白泉社)
- 「CARトップ」(交通タイムス社)
- 「日刊スポーツ」

## 警察監修

### テレビドラマ
- NHK
  - ドラマ10「激流〜私を憶えていますか?〜」
  - 夏休みドラマ「キッドナップ・ツアー」
- 日本テレビ
  - 金曜ロードSHOW!「リバース〜警視庁捜査一課チームZ〜」
  - 金曜ロードSHOW! 特別ドラマスペシャル「THE LAST COP/ラストコップ」
  - 日曜ドラマ「臨床犯罪学者 火村英生の推理」
  - 土曜ドラマ「THE LAST COP/ラストコップ」
  - 日曜ドラマ「あなたの番です」
  - 水曜ドラマ「私たちはどうかしている」
  - 日曜ドラマ「真犯人フラグ」
  - 金曜ロードショー「劇場版公開記念!「あなたの番です」完全新撮スペシャル！」
  - 金曜ロードショー「極主夫道 爆笑！カチコミSP」
  - 開局70年特別番組「THE MYSTERY DAY〜有名人連続失踪事件の謎を追え〜」
- 日テレ×Hulu
  - 金曜ロードSHOW!、土曜ドラマ「THE LAST COP/ラストコップ」
- テレビ朝日
  - 日曜ワイド「越後純情刑事・早乙女真子」
- TBSテレビ
  - 月曜ゴールデン 特別企画「全盲の僕が弁護士になった理由」
  - パナソニック ドラマシアター「浪花少年探偵団」
- フジテレビ
  - 金曜プレステージ「森村誠一 女のサスペンス・マリッジ」
  - 金曜プレステージ「悪党」
  - 金曜プレミアム「誘拐ミステリー超傑作 法月綸太郎 一の悲劇」
- テレビ東京
  - 水曜ミステリー9「湯けむりドクター華岡万里子の温泉事件簿」
  - 水曜ミステリー9「松本清張没後20年特別企画 事故〜黒い画集〜」
- WOWOW
  - ドラマW「結婚詐欺師」
  - 連続ドラマW「女と男の熱帯」

その他

### 映画
- 「デスノート」(2006年、配給：ワーナー・ブラザース)
- 「それでもボクはやってない」(2007年、配給：東宝)
- 「アフタースクール」(2008年、配給：クロックワークス)
- 「さまよう刃」(2009年、配給：東映)
- 「ラストコップ THE MOVIE」(2017年、配給：松竹)
- 「あなたの番です 劇場版」(2021年、配給：東宝)
- 「極主夫道 ザ・シネマ」(2022年、配給：ソニー・ピクチャーズ エンタテインメント)

その他

### クイズ番組など
- 日本テレビ
  - 「THE突破ファイル」(VTRの監修)
- テレビ朝日
  - 「ハナタカ!優越館」(クイズ監修)
  - 「サンドウィッチマン&芦田愛菜の博士ちゃん」(協力)
- フジテレビ
  - 「超逆境クイズバトル!! 99人の壁」(クイズ協力)
  - 「今夜はナゾトレ」(クイズ監修)
  - 「世界の何だコレ!?ミステリー」(協力)
  - 「ネプリーグ」(クイズ監修)
- 関西テレビ
  - 「ヒトなら解ける！◯◯画像9uestion」(クイズ監修)